# The Sexy Brutale
The Sexy Brutale est un jeu vidéo indépendant, sorti sur Windows, PlayStation 4 et Xbox One en avril 2017, puis sur Switch ultérieurement. Il a été développé par Tequila Works, et édité par Cavalier Game Studios . Il s'agit d'un jeu d'aventure et d'enquête en vue 3D isométrique, prenant place dans un lieu particulier, un manoir transformé en Casino, où le joueur doit résoudre une série d'énigmes successives pour avancer dans l'intrigue selon une chronologie originale : en effet, le personnage originale revit la même journée en boucle, à l'instar du héros du film « Un jour sans fin »... Le temps revêt ainsi une place cruciale dans ce jeu.

## Scénario
Lafcadio Boone, le personnage principal se réveille dans une pièce inconnue, où une femme mystérieuse appelée la Bloody Girl (« fille sanglante »), le guide et lui explique qu'il devra lutter contre un puissant ennemi. Pour cela, il devra résoudre une série d'énigmes concernant des meurtres perpétrés dans le manoir où il se trouve, et où les invités se font descendre les uns après les autres dans un piège à chaque fois différent impliquant généralement des souffrances affreuses. 
De nombreux invités, dont Lafcadio Boone, étaient en effet présents à un bal masqué annuel donné en l'honneur du maître des lieux, un mystérieux comte, joueur compulsif ayant gagné sa fortune au jeu et s'en étant servi pour créer un casino appelé The Sexy Brutale au sein même du manoir.
Grâce au pouvoir conféré au masque de Lafcadio Boone par cette mystérieuse femme sanglante, celui-ci est invisible des autres invités ainsi que du personnel hôte. Cependant, à cause de ce même pouvoir, les masques des invités s'attaquent à lui s'il se trouve dans la même pièce qu'eux. 
Lafcadio doit ainsi revivre la même journée, encore et encore, piégé dans ce manoir renfermant de nombreux secrets qu'il doit découvrir afin de mettre fin aux meurtres, et aux souffrances de chaque invité.

## Système de jeu
Le jeu se joue presque intégralement à la souris (quelques touches permettent d'utiliser des pouvoirs particuliers, gagnés quand le joueur récupère le masque d'une victime qu'il a sauvé, pouvoirs qui correspond généralement à la personnalité de la victime, comme une ouïe surnaturelle pour la victime aveugle, de voir l'invisible et les fantômes hantant le manoir pour la victime pratiquant le vaudou, ou encore celui d'ouvrir les serrures, pour la victime ancien cambrioleur repenti et responsable de la sécurité).
S'agissant d'un jeu d'infiltration, d'observation et de résolution d'énigmes, il n'y a pas de combats et le joueur doit rester discret (s'il se trouve dans une pièce occupée ou traversée par un autre personnage, il est attaqué par le masque de celui-ci), cependant, grâce au pouvoir gagnée en sauvant la première victime, le joueur peut remonter le temps et donc observer une scène (en restant caché), de multiples façons pour mener à bien sa mission, résoudre le meurtre et comprendre comment l'arrêter.